# Toast (Carolina del Nord)
Toast és una concentració de població designada pel cens dels Estats Units a l'estat de Carolina del Nord. Segons el cens del 2000 tenia 1.922 habitants.

## Demografia
Segons el cens del 2000, Toast tenia 1.922 habitants, 821 habitatges i 542 famílies. La densitat de població era de 416,9 habitants per km².
Dels 821 habitatges en un 23% hi vivien nens de menys de 18 anys, en un 50,4% hi vivien parelles casades, en un 11,4% dones solteres, i en un 33,9% no eren unitats familiars. En el 30,8% dels habitatges hi vivien persones soles el 14,9% de les quals corresponia a persones de 65 anys o més que vivien soles. El nombre mitjà de persones vivint en cada habitatge era de 2,29 i el nombre mitjà de persones que vivien en cada família era de 2,84.
Per edats la població es repartia de la següent manera: un 19,4% tenia menys de 18 anys, un 7,5% entre 18 i 24, un 27,7% entre 25 i 44, un 25% de 45 a 60 i un 20,5% 65 anys o més.
L'edat mediana era de 42 anys. Per cada 100 dones de 18 o més anys hi havia 93,5 homes.
La renda mediana per habitatge era de 28.000 $ i la renda mediana per família de 32.472 $. Els homes tenien una renda mediana de 23.145 $ mentre que les dones 19.145 $. La renda per capita de la població era de 14.890 $. Entorn de l'11,1% de les famílies i el 19,1% de la població estaven per davall del llindar de pobresa.

## Poblacions més properes
El següent diagrama mostra les poblacions més properes.